# Kurukunda, Sindhnur
Kurukunda là một làng thuộc tehsil Sindhnur, huyện Raichur, bang Karnataka, Ấn Độ.